# علي أوزكايا
علي أوزكايا Ali Ozkaya (من مواليد 20 أبريل في تركيا 1970) هو محامٍ وسياسي تركي من حزب العدالة والتنمية
دخل البرلمان التركي كنائب لحزب العدالة والتنمية عن مدينة أفيون قره حصار في الانتخابات العامة التركية في يونيو 2015 .

## الحياة الشخصية
ولد علي أوزكايا في 20 أبريل 1970 في مدينة أفيون قره حصار وبعد دراسته الثانوية في مدرسة الإمام خطيب عام 1987، درس في كلية الحقوق بجامعة انقرة وتخرّج منها في عام 1992. 
في عام 1995، شغل منصب المدير العام المؤسس لكلية فردا الخاصة، الواقعة في منطقة إيتيمسجوت في أنقرة وشغل منصب نائب رئيس مجلس إدارة مؤسسة المحامين، وعضو مجلس إدارة جمعية البحوث القانونية ونائب رئيس مجلس الإدارة. 

### الحياة الساسية
شغل منصب رئيس منطقة كانكايا لحزب العدالة والتنمية من عام 2003 إلى عام 2007.
وكان مرشح حزب العدالة والتنمية في البرلمان التركي في الانتخابات العامة عامي 2007 و2011 وكذلكشغل منصب المستشار القانوني لمقر حزب العدالة والتنمية ومحامي الرئيس ورئيس الوزراء رجب طيب أردوغان منذ عام 2012، دخل البرلمان كنائب عن حزب العدالة والتنمية عن مدينة أفيون قرة حصار في الانتخابات العامة التركية في يونيو 2015 .
في الانتخابات العامة التركية في نوفمبر 2015، دخل البرلمان مرة أخرى بصفته نائبًا عن حزب العدالة والتنمية في نفس المدينة
وكان عضوًا في لجنة العدالة في الجمعية الوطنية التركية الكبرى ورئيسًا للمجلس التأديبي لمقر حزب العدالة والتنمية. 27. خلال تلك الفترة، كان نائب رئيس اللجنة الدستورية للجمعية الوطنية التركية الكبرى وأمين المجلس التأديبي المركزي لحزب العدالة والتنمية.
في عام 2023 دخل البرلمان مرة أخرى ممثلًا عن حزب العدالة والتنمية لمدينته.   